# Gary Barlow
Gary Barlow, OBE, sinh ngày 20 tháng 1 năm 1971 tại Frodsham, Cheshire, Anh, là ca sĩ, người viết nhạc và thủ lĩnh của ban nhạc nổi tiếng Take That, đồng thời là giám khảo của chương trình The X Factor mùa thứ 8, 9 và 10. Anh là một trong những người viết nhạc nổi tiếng và thành công nhất tại Anh với 14 đĩa đơn đứng ở vị trí số 1 và 24 đĩa đơn khác trong top 10. Trong sự nghiệp solo, anh đã có 3 đĩa đơn đứng ở vị trí số 1, 6 đĩa đơn trong top 10 và 2 album đứng vị trí số 1. Cùng với Take That, Barlow đã có 17 bài top 5, 12 bài đầu bảng xếp hạng và 5 album đầu bảng xếp hạng. Anh đã 6 lần nhận giải Ivor Novello và đã bán được hơn 50 triệu đĩa trên toàn cầu.
Ngày 11 tháng 6 năm 2012, Barlow được Nữ hoàng Anh phong danh hiệu cao quý OBE của Hoàng gia Anh vì những đóng góp của anh trong âm nhạc và làm từ thiện.
Hiện tại, Gary Barlow vẫn cùng Take That thực hiện những album của nhóm.

## Cuộc đời và sự nghiệp

### Tiểu sử và ảnh hưởng
Barlow sinh ngày 20 tháng 1 năm 1971 ở Frodsham, Cheshire, Anh Quốc, là con trai thứ hai của ông Colin (qua đời vào ngày 15 tháng 10 năm 2009)  và bà Marjorie Barlow (họ gốc là Cowan).Anh học tại trường tiểu học Weaver Vale Primary School, sau đó chuyển đến trường trung học vào năm 1982.
Trong tự truyện của mình, Gary nói rằng tình yêu dành cho âm nhạc của anh đã bắt đầu từ thời thơ ấu.
"Tôi từng là một trong những đứa trẻ luôn nhảy múa trước màn hình TV." 
Barlow bị ảnh hưởng nặng bởi âm nhạc cuối thập niên 70 và đầu thập niên 80.Anh từng thích xem chương trình Top of the Pops trên TV, và năm 10 tuổi, anh xem một tập của chương trình có ban nhạc Depeche Mode biểu diễn ca khúc mới "Just Can't Get Enough". Barlow bị mê hoặc bởi giai điệu và quyết định muốn một cây đàn keyboard cho Giáng Sinh. Trong vài năm tiếp theo, anh dành hầu hết thời gian rảnh rỗi để tự học các bài hát yêu thích của mình. Barlow cũng thích Trevor Horn, và những cộng tác viên tương lai Orchestral Manoeuvres in the Dark (OMD),như những tầm ảnh hưởng quan trọng đối với tuổi thơ của anh. Đặc biệt là Sir Elton John, là nguồn cảm hứng đến anh trong việc học chơi piano.
Năm 1986 khi Barlow 15 tuổi, anh tham gia cuộc thi sáng tác bài hát Giáng Sinh Pebble Mill at One của đài BBC với bài hát "Let's Pray For Christmas". Sau khi qua vòng bán kết, anh được mời đến London's West Heath Studios để thu âm bài hát của mình. Điều này đã tạo cảm hứng cho Barlow biểu diễn các bài hát cover và của riêng mình quanh các câu lạc bộ phía bắc. Lần đầu tiên anh biểu diễn là ở Connah's Quay Labour Club vào cuối thập niên 80 và được trả 18 bảng Anh mỗi lần biểu diễn vào những tối thứ bảy.
Năm 1989 anh bổ nhiệm Barry Woolley làm quản lý và thu âm một đĩa đơn ("Love Is in the Air") chưa từng được phát hành thương mại. Barlow cuối cùng đã liên lạc với ông bầu Nigel Martin-Smith, người đang có ý định thành lập một boyband. Martin-Smith quyết định chọn Barlow làm ca sĩ chính sau khi bị ấn tượng bởi tác phẩm tự sáng tác của anh, bao gồm cả bản demo "A Million Love Songs". Ông kết luận rằng ban nhạc sẽ được xây dựng xung quanh giọng hát và tài năng sáng tác của Barlow.

## Sự nghiệp âm nhạc

### Take That 1989–1996
Gary Barlow - người đã viết phần lớn các ca khúc của nhóm - được công nhận là tài năng đứng đằng sau nhóm Take That. Sau khi chọn Gary làm nhóm trưởng của ban nhạc, ông bầu Nigel Martin-Smith đã giới thiệu Howard Donald, Jason Orange, Mark Owen và Robbie Williams để hoàn thành nhóm nhạc. Sau đó nhóm nhạc Anh Quốc ký hợp đồng với hãng đĩa RCA, và sau khi một số hit lọt vào top 40, thì bài hát Pray của Gary Barlow đã đạt vị trí số 1. Những bản hit trước đó bao gồm có "A Million Love Songs", "It Only Takes a Minute", "Could It Be Magic". Album đầu tay Take That and Party được phát hành ngày 17 tháng 8 năm 1992, đạt vị trí thứ hai trên Bảng xếp hạng album Anh Quốc (UK Album Chart). Một năm sau, album thứ hai Everything Changes dựa trên các sáng tác của Gary, leo thẳng lên vị trí số 1 của Bảng xếp hạng album Anh Quốc và có bộn đĩa đơn hạng nhất, còn "Why Can't I Wake Up With You" và "Love Ain't Here Anymore" được hạng 2 và 3..
Gary được nhận giải thưởng Ivor Novello cho Bài hát đương đại xuất sắc nhất trong năm 1994 cho bản hit "Pray" cũng nằm trong album. Trong năm 1994, cùng với Rick Astley, Barlow đã góp giọng trong bản thu bài hit "Can You Feel the Love Tonight" của Elton John'từ bộ phim  hoạt hình The Lion King.
Album thứ 3 của Take ThatNobody Else, một lần nữa nhờ chủ yếu vào các sáng tác của Barlow leo thẳng lên vị trí số một và cũng là album cuối cùng trong phòng thu của họ trong thập niên 90. Album có 3 single đạt vị trí số một, bao gồm cả bản hit "Back for Good" của Barlow đạt vị trí số 7 tại bảng xếp hạng Billboard của Mỹ Top 100 Billboard và giữ vững vị trí liên tiếp trong 6 tuần (1 tiền lệ chưa từng thấy) trước khi bài hát được phát hành dưới dạng single theo yêu cầu. Tiếp theo album Greatest Hits  tập hợp các bài hit của Take that lại đạt vị trí số một. Album phát hành single số 8 đạt vị trí số 1 là "How Deep Is Your Love" (1 bản cover từ bài hát gốc của Be Gee) . Đây là album đầu tiên với 4 thành viên (không có Robbie Williams) và đó là single cuối cùng của họ trước khi tái hợp vào năm 2005.

### 1996–1998: Sự nghiệp solo và albumOpen Road
Sự nghiệp solo của Barlow được dự đoán là sẽ rất thành công, anh được miêu tả là "George Michael mới". Hai single đầu tiên của anh là, "Forever Love" (được phát hành vào tháng 7 năm 1996) và "Love Won't Wait" (do Madonna và Shep Pettibone đồng sáng tác), cả hai single này leo thẳng vị trí số 1 tại bảng xếp hạng của Anh. "Forever Love" cũng được sử dụng làm nhạc phim của bộ phim The Leading Man. Album đầu tay của anh Open Road đạt vị trí số 1 tại   Bảng xếp hạng album Anh Quốc (UK Album Chart) và bán được 2 triệu bản trên toàn thế giới. Single đầu tay của Barlow được phát hành tại Mỹ với tư cách là nghệ sĩ solo - "So Help Me Girl", cũng đạt vị trí số 44 tại Bảng xếp hạng Billboard Hot 100 singles  và đạt vị trí số 1 tại bảng xếp hạngBillboard đương đại dành cho người trưởng thành. Sau đó anh đạt được 1 hit khác trong top 10 tại Anh là "Open Road", đứng vị trí số 7 và đạt vị trí số 8 tại Hà Lan với ca khúc "Are You Ready Now?".

#### 1999–2004:Twelve Months, Eleven Days,và sự nghiệp sản xuất
Sau thành công với album đầuu tay, Barlow đã phát hành album thứ 2 Twelve Months, Eleven Days vào năm 1999. Barlow phát hành single "Stronger" như single dẫn đầu trước khi tung ra album. Tuy nhiên, do những làn sóng chỉ trích chống lại Barlow,nó nhận được ít sự ủng hộ và khi phát sóng trên radio, nó chỉ đạt vị trí 16.. Single thứ 2 "For All That You Want", cũng đạt được số lượng nghe ít ỏi với vị trí số 24; tuy nhiên, nó lại đạt được top 5 tại Phần Lan. Twelve Months, Eleven Days ít có hoạt động tuyên truyền và đạt được vị trí khiêm tốn 35, khiến hãng đĩa Sony phải xem xét về lịch trình phát hành single thứ 3, "Lie to Me". Quyết định này khiến cho Barlow rời công ty BMG.
Cuối năm 1999, Barlow kết thúc sự nghiệp làm ca sĩ, single cuối cùng của anh vẫn chưa được phát hành. Từ năm 2000 đến năm 2004, anh làm nhà sản xuất cho các nghệ sĩ khác, bao gồm các dự án solo của anh bạn cùng nhóm Mark Owen. Trong năm 2005, anh đã trở lại sự nghiệp ca hát sau 6 năm gián đoạn.Barlow đã bán được hàng triệu bản thu âm với tư cách là nghệ sĩ solo và song ca với các ca sĩ như Rick Astley trong "Together forever" và Ronan Keating  "Silent night" trong album Giáng sinh.

### 2005–2011: Take That tái hợp vàShame
Năm 2005, Barlow lại trở thành tâm điểm trong một phim tài liệu truyền hình thành công mang tên Take That: For the Record. Theo sau đó là sự thành công và niềm đam mê được làm mới lại, Take That đã có sự phục hồi sự nghiệp trong năm 2005 trước khi Williams trở lại nhóm để thực hiện tour diễn bán sạch vé. Ban nhạc đã phát hành single đánh dấu sự trở lại của mình là Patience đứng vị trí số 1 trong vòng 4 tuần cũng như dẫn đầu tại các bảng xếp hạng khắp Châu Âu. Patience cũng được bình chọn là Bản thu âm của năm vào năm 2006 và thắng 1 giải Brit Award cho single của năm. Single tiếp theo "Shine" đã trở thành single thứ 10 đạt vị trí số 1 của nhóm. Album đầu tiên với những sáng tác mới của Take That sau 10 năm Beautiful World đã được phát hành vào ngày 24 tháng 11 năm 2006. Album đạt vị trí số 1 tại Bảng xếp hạng album Anh Quốc (UK Album Chart) và bán được hơn 2 triệu bản chỉ riêng tại Anh Nó cũng được phát hành dưới phiên bản đi tour lưu diễn với hit single "Rule the World" vào năm 2007 và lại đạt vị trí số 1.
Năm 2008, ban nhạc đã được đề cử 4 giải Brit Awards (Nhóm nhạc Anh xuất sắc nhất, Album nhạc Anh xuất sắc nhất, Single nhạc Anh xuất sắc nhất và Màn trình diễn xuất nhất Anh Quốc).Họ đã thắng giải  Single nhạc Anh xuất sắc nhất và Màn trình diễn xuất nhất Anh Quốc. Sau thành công vang dội vào năm 2006, Take That phát hành single "Greatest Day" leo thẳng lên vị trí số 1 và trở thành single thứ 11 đạt vị trí số 1 tại Anh. Tuần sau đó, họ phát hành album thứ 2 sau ngày tái hợp vào năm 2006, album The Circus cũng là thành công lớn đối với Take That, khi nó leo thẳng vào top dẫn đầu Bảng xếp hạng album Anh Quốc (UK Album Chart) và bán được hơn 2,2 triệu bản chỉ riêng tại quê nhà, và nhẫn được nhiều đĩa bạch kim chỉ trong vòng 4 ngày phát hành. Vào tháng 6 và tháng 7 năm 2009, Take That biểu diễn tour lưu diễn phá vỡ kỷ lục mang tên Take That Present: The Circus Live trên toàn nước Anh và nó bán hết 1 triệu vé chỉ trong vòng 5 tiếng đồng hồ.
Kể từ lần xích mích trong sự nghiệp solo từ năm 1999, Barlow đã giãn hòa với bạn cùng nhóm là Robbie Williams bằng 1 single mang tựa đề "Shame". Single này được chính cả Barlow và Williams chấp bút sau khi họ bắt đầu làm việc cùng nhau ở Los Angeles với những sáng tác mới dành cho album mới của Take That, sau đó Williams quay lại ban nhạc. Vào ngày đầu tiên single phát hành trên radio và truyền thông, "Shame" nhận được 694 lượt phát sóng trên radio and 153 lượt trên TV. Single leo lên vị trí số 2 ở Anh, bán được 224,000 bản và được chứng nhận là bảng thu âm bạc bởi BPI, và lọt vào bảng xếp hạng trên 21 quốc gia trên toàn thế giới.
Truyền thông thông báo Barlow đang trong quá trình sáng tác và thu âm album thứ 6 của Take That, dự tính phát hành vào cuối năm 2010. Album, Progresslà album đầu tiên với đội hình gốc 5 người kể từ album năm 1995Nobody Else. Ban nhạc cũng thông báo về tour diễn sân vận động mang tên Progress Live diễn ra vào năm 2011. Vé cho tour diễn được mở bán vào ngày 29 tháng 10 năm 2010.Do nhu cầu mua vé của khán giả tăng cao, các websites bán vé khắp Anh Quốc và Ai Len đã bị sập, các ngày trong tour lưu diễn ban đầu đã bán sạch vé chưa đầy 15 phút. Theo báo cáo, việc vé bán sạch trong ngày đầu tiên mở bán khiến Take That đã xô ngã kỷ lục của chính mình tại phòng vé ở tour diễn Take That Present: The Circus Live vào năm 2008. Do nhu cầu tăng cao Take That thêm ngày cho tour diễn, hoàn thành tour diễn tại Anh với 8 đêm diễn liên tiếp tại  sân vận động Wembley, sau đó họ bắt đầu lưu diễn khắp Châu Âu với ước tính có 1,75 triệu khán giả tham dự mỗi đêm.
Single đầu tiên trong album Progress được thông báo là "The Flood". Single khởi đầu với vị trí thứ 2, bán được hơn 500,000 bản. Trong ngày đầu tiên phát hànhProgress, album bán hơn 235,000 bản xuyên khắp nước Anh, được ghi nhận kỷ lục bán nhanh nhất trong thế kỷ. Vào ngày 21 tháng 11 năm 2010, Progress khởi đầu với vị trí số 1 tại Anh, trở thành album thứ 7 đạt vị trí số 1 của ban nhạc. Kết thúc tuần đầu tiên, nó bán được hơn 520,000 bản, khiến nó trở thành album thứ 2 bán nhanh nhất trong lịch sử âm nhạc nước Anh mọi thời đại. Đến nay,Progress đã bán được hơn 2 triệu bản ở Anh và cũng đạt được thành công trên các bảng xếp hạng tương tự ở khắp Châu Âu. Vào tháng 6 năm 2011, Take That bộ sưu tập đầu tiên Progressed khiến ban nhạc quay lại vị trí số 1 trên bảng xếp hạng Anh Quốc cũng như khắp Châu Âu.
Truyền thông công nhận tài năng của Barlow và gán cho anh cái danh nhà đạo diễn đưa Take That trở lại với những thành công không tưởng và định hình dòng nhạc mới mẻ của họ.

### 2012–2014: Quay lại với các dự án solo,SingvàSince I Saw You Last
Tháng 4 năm 2012, Barlow thu âm bản cover "Here Comes the Sun" được sử dụng như chiến dịch quảng cáo tuyên truyền vào mùa hè 2012 của hãng Marks and Spencer với việc anh đã xuất hiện đoạn cuối khi trình bày bài hát.
Barlow song ca với Agnetha Fältskog (ca sĩ chính của ban nhạcABBA) trong album phát hành của bà vào tháng 5 năm 2013 A. Barlow cũng là đồng tác giả của bài hát "I Should've Followed You Home" với nhà sản xuất của albumJörgen Elofsson.Ban đầu, báo chí gắn thẻ bài hát cho hãng Universal Music như một single với tiềm năng dẫn đầu mạnh mẽ trên các bảng xếp hạng và thông báo lịch phát hành single thứ 3 từ album là vào tháng 11 năm 2013. Single đạt vị trí top 5 tại Thụy Điển trong tuần nó phát hành và cũng như tại bảng xếp hạng ở Anh.
Ngày 11 tháng 1 năm 2012, truyền thông thông báo Barlow và Andrew Lloyd Webber sẽ làm việc cùng nhau cho single chính thức của Đại Lễ Kim Cương Của Nữ Hoàng Anh Elizabeth II. Barlow và Lord Lloyd Webber đã sáng tác phần nhạc của bài hát; sau đó Barlow đưa cho các nhạc sĩ và ca sĩ thuộc  Khối Thịnh Vượng Chung Anh với mục đích là hợp nhất phần giai điệu trên toàn thế giới đưa vào single. Bài hát mang tựa đề "Sing" được phát hành như single đầu tay trong album cùng tên Sing. Nó khởi đầu tại bảng xếp hạng Single ở Anh UK Singles Chart ở vị trí 11 cùng ngày phát hành album, còn tại bảng xếp hạng Album Anh QUốc UK Album Chart ở vị trí số 1, và trở thành album thứ 2 đạt vị trí số 1 của Barlow và album đầu tiên của anh trong vòng 15 năm. Sau khi phát sóng phim tài liệu của Gary Barlow Gary Barlow: phục vụ cho Nữ Hoàng, trong đó câu chuyện về Sing đã được viết ra; single cũng leo lên vị trí số 1 tại Bảng xếp hạng của iTunes chart. Tuần kế tiếp Sing leo lên vị trí số 1 trên bảng xếp hạng UK Singles Chart, bán được 142,000 bản và trở thành một trong những single bán chạy nhất năm 2012. Album cùng tên giữ vững vị trí số 1, khiến Barlow là nghệ sĩ đầu tiên trong năm 2012 có album và single đứng số 1 trong cùng 1 tuần.
Barlow thông báo vào ngày 15 tháng 10 năm 2012 rằng anh đang lên kế hoạch cho tour diễn đầu tiên của mình trong vòng 13 năm his first full Gary Barlow: In Concert vòng quanh nước Anh và Ai Len. Trong một lời tuyên bố, anh cho biết, "Tôi thực sự hào hứng trong những ngày này. Chơi nhạc sống là điều tôi yêu thích và tôi đã không diễn trong một show solo nào hơn 1 năm nay. Năm ngoái tôi đã diễn 2 show ở Longdon rất thành công, tất cả chúng ta đã có 1 khoảng thời gian thật tuyệt, vì vậy tôi nghĩ ngay bây giờ hãy ra ngoài và xem phần còn lại của quốc gia!"
Vé cho các buổi hòa nhạc solo của Barlow đã bán hết "ngay tức thì" sau khi được mở bán vào ngày 19 tháng 10,với số vé bán còn nhanh hơn tour diễn của ban nhạcRolling Stones trong ngày trở lại của họ. Do nhu cầu vé tăng cao, Barlow phải diễn thêm ngày của tour diễn, cũng được bán hết ngay tức thì. Cũng theo tiết lộ của thị trường vé SeatWave rằng các show diễn solo của Gary Barlow bán vé nhiều hơn gấp 6 lần các buổi hòa nhạc của Robbie Williams mặc cho nó được bán ít hơn 1 tuần.

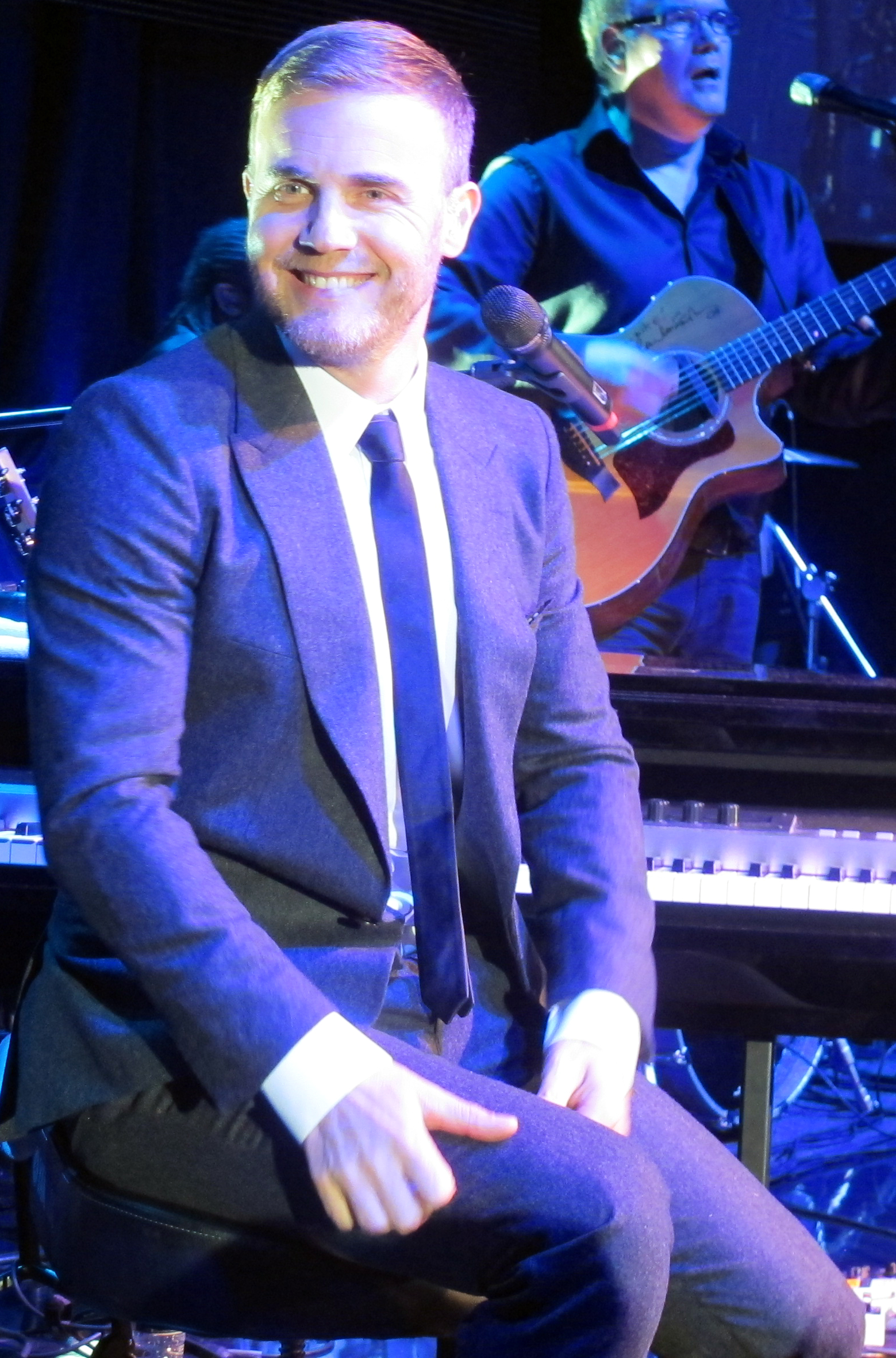
Barlow biểu diễn tại buổi hòa nhạc vào năm 2013

Vào tháng 9 năm 2013, Barlow thông báo trên tài khoản Twitter cá nhân của mình là anh sẽ phát hành album solo dài đầu tiên trong vòng 14 năm, vào ngày 25 tháng 11 năm 2013. Barlow khuyến khích những người theo dõi và các fan của anh hãy tweet thẻ #GBSOLO để tiết lộ bìa và tựa đề album, cùng với ảnh của họ sẽ được tạo thành sự kết hợp tờ bìa album. Vào ngày 4 tháng 10 năm 2013, Barlow tiết lộ album mới của anh sẽ có tên Since I Saw You Last, và cũng được nói trước về single đầu tiên của anh từ bLP, với tựa đề "Let Me Go", được phát hành trên toàn thế giới vào ngày 17 tháng 11 năm 2013. Anh cũng thông báo sẽ làm tour quảng bá cho album vào tháng 4 năm 2014, diễn ở những khu vực lớn nhất nước Anh.
"Let Me Go" lọt vào bảng xếp hạng UK Singles Chart ở vị trí thứ 3 với 72,423 được bán ra trong tuần đầu tiên, đưa Barlow vào top 3 UK single lần thứ 21. Tuần tiếp theo nó leo lên vị trí thứ 2 bán thêm 60,422 bản. Một tháng sau khi phát hành, "Let Me Go" nhận được chứng nhận Đĩa Bạc của BPI (Nền công nghiệp thu âm Anh Quốc) cho việc bán được hơn 200,000 bản ở Anh. Vào đầu năm 2014, Let Me Go đã bán được hơn 400,000 bản và nhận được chứng nhận đĩa Vàng. Một tuần sau khi phát hành Let Me Go, album khởi đầu với vị trí số 2 tại bảng xếp hạngUK Albums Chart, đứng sau album thứ 3 của One Directionlà Midnight Memories. Album bán được 116,000 bản, trở thành album bán nhanh nhất năm 2013 để mất cơ hội trở thành album dẫn đầu, album cũng bán được nhiều bản hơn người bạn cùng ban nhạc Robbie Williams, với a;ni, Swings Both Ways chỉ bán được 109,000 bản vào tuần trước lại đạt được vị trí dẫn đầu. Album nhận được chứng nhận đĩa bạch kim của BPI chưa đầy 1 tháng sau ngày phát hành, trở thành album solo thứ 2 của Barlow nhận được chứng nhận đĩa Bạch kim. Album nhận được đĩa bạch kim thứ 2 sau 1 tháng, trải qua 11 tuần ở vị trí top 5 của Bảng xếp hạng UK Album Charts, trở thành album solo thành công nhất của Gary Barlow tới nay.

### 2015–nay:  A Better Me vàMusic Played by Humans
Vào 12 tháng 10 năm 2017, khi xuất hiện trong chương trình BBC Radio 2, Barlow tuyên bố sẽ lên kế hoạch cho tour lưu diễn solo trở lại quanh nước Anh và Ai Len để ăn mừng cho việc phát hành cuốn sách mới của anh  A Better Me. Tour diễn sẽ ghé thăm các địa điểm nhỏ hơn và thân thuộc hơn là các sân khấu và sân vận động lớn mà Barlow đã quá quen thuộc khi diễn, có thể anh sẽ diễn solo cũng có thể diễn cùng các các bạn cùng nhóm Take That.
Vào ngày 14 tháng 10 năm 2019, Barlow tuyên bố đang làm việc cho bản thu âm mới sẽ phát hành vào mùa thu năm 2020, anh thừa nhận" chưa từng thu âm với dàn hợp xướng " và muốn tạo ra  "những bài hát gốc cùng với dàn hợp xướng đương đại lớn." Vào tháng 7 năm 2020, Barlow xác nhận album sẽ được phát hành vào tháng 11, thêm nữa  "album rất tích cực và thực hiện với 60 dàn hợp xướng."
Vào ngày 30 tháng 9 năm 2020, Barlow tiết lộ album sắp tới của anh mang tên Music Played by Humans, sẽ được phát hành vào ngày 27 tháng 11 năm 2020. Single đầu tiên, "Elita",cộng tác với Michael Bublé và Sebastián Yatra, được phát hành cùng ngày trên BBC Radio 2. Một tour diễn quảng bá sẽ được ghi hình vào năm 2021 đã được tuyên bố và Leona Lewis sẽ là khách mời đặc biệt. 

### Dự án âm nhạc khác

#### Soạn nhạc, sản xuất, xuất bản
Sau khi rời bỏ sự nghiệp solo, Barlow quay lại với công việc viết nhạc. Anh sớm ký hợp đồng viết nhạc và sản xuất nhạc với Sony và đi đến Mỹ trong vòng 6 tháng cho dự án soạn nhạc, ở tại Nashville, Los Angeles và New York cùng vợ anh ấy là Dawn và con trai đầu, Daniel. Khi trở về, anh thành lập công ty True North Productions với Eliot Kennedy và Tim Woodcock. Trong tự truyện của anh,  My Take Barlow phần nào đổ lỗi cho sự thất bại trong sự nghiệp solo là vì lời cam kết buộc anh phải thành ngôi sao tại Mỹ. Sau album thứ 2 đáng thất vọng, Barlow nằm ngoài sự chú ý của công chúng trong nửa thập kỷ, buộc phải chọn con đường viết nhạc và sản xuất cho các nghệ sĩ khác như Shirley Bassey vàCharlotte Church. Vào tháng 10 năm 2007, Barlow  thành lập San Remo Live Publishings, công ty quản lý hoạt động độc lập để thiết lập và hỗ trợ các nghệ sĩ và nhạc sĩ.
Năm 2008, Barlow cũng góp công vào cú hích truyền hình trong show Britannia High của kênh ITV. Series dài 9 tập tập trung vào đời sống của nhóm tuổi teen và  các giáo viên của họ ở trong một trường học nhạc kịch hư cấu ở London. Guy Chambers, Steve Mac, Andy Hill, Mark Owen, James Bourne vàEliot Kennedy cũng góp phần âm nhạc trong show. Nó đã chấm dứt sau 1 series.
Năm 2010, Barlow đã ký hợp đồng sáng tác và sản xuất nhạc  trong  5 năm với hãng Sony music. Anh được bình chọn là nhạc sĩ vĩ đại nhất nước Anh mọi thời đại trong cuộc bầu chọn OnePoll năm 2009, đã khảo sát 3,000 người John Lennonvà Paul McCartney, củaThe Beatles, lần lượt đứng ở vị trí thứ 2 và thứ 3.
Năm 2011, Barlow viết bài hát "Run for Your Life" cho album đầu tay của người chiến thắng mùa 7 của  X Factor Matt Cardle. Anh cũng viết cho các nghệ sĩ nổi tiếng như: Robbie Williams, Westlife, Lily Allen, Blue, Elton John, Olly Murs T-Pain, Will Young N-Dubz, Lawson, Shirley Bassey, Donny Osmond, Delta Goodrem, Elaine Paige, Agnetha Fältskog và nhiều nghệ sĩ khác. Đồng thời anh cũng được nữ hoàng Elizabeth II giao nhiệm vụ sáng tác single chính thức của to write the official single Đại lễ kim cương của bà, bài hát Barlow cộng tác với Andrew Lloyd Webber.
Đến nay, Barlow đã viết 14 single ca khúc đạt vị trí số 1 tại Anh và 2  single lọt vào top ten của bảng xếp hạng  Billboard Hot 100 tại Mỹ  trong đó "Back for Good" đã đạt vị trí số 1 tại 31 quốc gia trên toàn thế giới.

#### Công trình nghi lễ
Đầu tháng 5 năm 2010, có thông báo rằng nữ hoàng Elizabeth II đã mời Barlow tổ chức lễ mừng thọ lần thứ  86 và  Đại Lễ Kim Cương Của Nữ Hoàng Anh Elizabeth II của bà vào năm 2012. Một nguồn tin cho hay: "Nguồn tin cho hay, nữ hoàng nhận thức về các công tác thiện nguyện cũng như các sự kiện anh ấy đã tham gia. Bà biết Gary có quyền lực để lôi kéo những nhân vật nổi tiếng của nền công nghiệp giải trí để đảm bảo buổi tiệc bà diễn ra suôn sẻ". Nguồn tin này được xác nhận vào tháng 2 năm 2012 với việc Gary Barlow được nêu tên là nhà soạn nhạc kiêm sản xuất của chương trình diễn ra bên ngoài điện Buckingham và tiêu điểm với nhiều nghệ sĩ siêu sao toàn cầu tham dự. Barlow cho biết "Buổi hòa nhạc Đại lễ kim cương sẽ kỷ niệm 60 năm trị vì với sự tham dự của những nghệ sĩ hàng đầu thế giới sẽ cùng nhau biểu diễn một trong những show nhạc sống lớn nhất và thú vị nhất trong những năm gần đây." Buổi hòa nhạc sắp xếp với Barlow ở vị trí trung tâm và các lực lượng hậu trường sân khấu, các nghệ sĩ và các ý tưởng bất ngờ sẽ được sử dụng trong buổi hòa nhạc. Vào ngày 4 tháng 6 năm 2012 Buổi hòa nhạc Đại lễ kim cương được tổ chức  bên ngoài Điện Buckingham phần trình diễn được bố trí trên Đài tưởng niệm nữ hoàng Victoria với sự tham gia của các nghệ sĩ trên toàn thế giới. Buổi hòa nhạc bao gồm phần âm nhạc từ thập niên 50 đến thập niên 2000, mỗi thập niên trị vì của bà sẽ phản chiếu xu hướng âm nhạc được biểu diễn.
Barlow xuất hiện cùng với Andrew Lloyd Webber và ban nhạc của anh ấyCommonwealth Band để trình diễn single chính thức của buổi lễ  do anh sáng tác  "Sing" và cũng song ca với Cheryl Cole của nhóm Girls Aloud trong đêm đó nhận được cơn mưa lời khen từ các nhà phê bình khi họ gọi đó "màn trình diễn của hai giọng ca xuất sắc nhất nước Anh minh chứng cho những biểu tượng nhạc Pop của Anh."

#### Future records
Năm 2009 Barlow bắt đầu làm việc cho hãng thu âm của anh là Future Records,  chi nhánh của hãng Universal Music và đã ký với nghệ sĩ đầu tiên, ca sĩ của dòng nhạc cổ điển Camilla Kerslake. Kể từ đó,  Barlow cũng ký với rapper người Anh Aggro Santos  , ca sĩ này có 2 hit lọt vào top 10 UK và top 20 single, và quán quân của show  Sky 1's Must Be The Music, Emma's Imagination người cũng có 2 single lọt top 10 UK singles and và album đầu tay lọt vào top 15 bảng xếp hạng album Anh quốc. Năm 2013,  nghệ sĩ  A*M*E thuộc công ty Barlow phát hành single đầu tiên đã đạt được vị trí số 1 tại bảng xếp hạng single của Anh. Gary Barlow đã đóng cửa hãng thu âm để tập trung cho sự nghiệp riêng và dành thời gian cho gia đình.

#### X Factor
Ngày 7 tháng 5 năm 2011, có thông báo rằng Barlow đang đàm phán để thay thế Simon Cowell làm giám khảo của show tìm kiếm tài năng ca nhạc X Factor. Anh xác nhận chính thức sẽ làm giám khảo vào ngày 30 tháng 5, cùng với Louis Walsh và hai vị giám khảo mới là Tulisa vàKelly Rowland, thay thế Cheryl Cole và Dannii Minogue. Barlow  đã trao cơ hội cho "Boys" tham gia live show và chỉ dạy Marcus Collins đến chung kết  X Factor, nơi anh trở thành á quân.
Sau khi mùa đầu tiên làm giám khảo thành công ở  X Factor 2011, các nhà sản xuất ITV đã đàm phá với Barlow để anh quay lại bằng việc tăng cho anh £1.5 million mức lương so với mùa trước. Vào ngày 17 tháng 4 năm 2012, có thông báo cho hay Barlow sẽ quay lại  X Factor trong năm thứ 2; anh là giám khảo đầu tiên thông báo sẽ quay trở lại. Sau đó anh cùng với các giám khảo cũ là Walsh, Tulisa cùng với giám khảo mới là Nicole Scherzinger, người đã thay thế Rowland sau 1 mùa. Trong năm thứ 2 làm giám khảo,  anh đã trở thành giám khảo duy nhất có 4 thí sinh vào chung kết sau  Chris Maloney và trở thành quán quân thứ 13 của show. Barlow đã hướng dẫn Maloney vào đến chung kết của show, và trở thành quán quân thứ 2 của Barlow sau 2 mùa liên tiếp.
Barlow tiết lộ vào ngày 9 tháng 12 2012 anh có thể sẽ không quay lại   X Factor mùa thứ 3, thừa nhận anh không biết "liệu có phòng nào" trong nhật ký của chương trình. Tuy nhiên, vào ngày 20 tháng 5 năm 2013,  Walsh xác nhận ông và Barlow sẽ quay lại vai trò làm giám khảo mùa thứ 10 của  X Factor, cùng với Scherzinger và cựu giám khảo Sharon Osbourne thay thế Tulisa. Barlow đã chọn Kingsland Road, Miss Dynamix và Rough Copy làm bộ ba của vòng chung kết. Sau khi thua ở chung kết, anh đã hướng dẫn Rough Copy đến vòng bán kết.
Trong màn trình diễn của Rough Copy trong show đầu tiên của X Factor 2013, Barlow tiết lộ đây sẽ là mùa cuối cùng của anh ở chương trình, do trách nhiệm đối với tour diễn solo của anh là Since I Saw You Last Tour và album mới sắp tới của Taket That. Barlow đã nói về quyết định của mình: "Tôi đã có khoảng thời gian tuyệt vời với  X Factor trong 3 năm qua. Một show như thế này cần phải tươi mới và thú vị, vì thế đây là cơ hội tuyệt vời để ai đó tham gia vào show, được trải qua lễ kỷ niệm 10 năm của show là điều tuyệt vời "Năm tới sẽ là năm rất bận rộn đối với tôi và với X Factor là 1 công việc toàn thời gian cho nên tôi cảm thấy đây là thời gian thích hợp để chuyển giao." Người phát ngôn của  X Factor thêm vào: "Như Gary đã nói trong chương trình tối nay. Chúng tôi có thể xác nhận đây là mùa cuối cùng của anh ấy tại  X Factor vì năm tới anh ấy sẽ tập trung cho dự án âm nhạc của anh ấy. "Chúng tôi rất cảm ơn vì anh ấy đã góp phần to lớn cho X Factor trong hơn 3 năm qua." Barlow được thay thế bởi Cowell, người sẽ quay lại chương trình sau 3 năm vắng bóng.

#### Nhạc kịch
Vào ngày 25 tháng 6 năm 2013, có thông báo Barlow đã đăng ký làm việc cho phiên bản nhạc kịch mới  Finding Neverland và sẽ cộng tác trong dự án nhạc kịch sẽ được sản xuất bởi nhà sản xuất  Hollywood Harvey Weinstein. Barlow cho biết về dự án: "Đây là điều tôi muốn làm, đó thực sự là một đặc ân. Tôi rất vui được làm việc với team và tôi yêu câu chuyện; thật tuyệt vời vì được cộng tác với một nhà sáng tạo huyền thoại như  Harvey Weinstein."
Weinstein thể hiện sự ngưỡng mộ đối với Barlow, người được miêu tả như "một trong những nhà soạn nhạc thành công nhất thế giới".
Vào ngày 1 tháng 3 năm 2014, Barlow tham dự buổi tiệc trước lễ trao giải  Harvey Weinstein's pre-Giải thưởng của Viện Hàn Lâm ở Montage trên đồi  Beverly Hills để biểu diễn những bài hát được chọn lọc từ vở nhạc kịch Finding Neverland. Anh đóng vai chính Peter Pan, tác giảJ. M. Barrie và anh đã hát song ca với nữ diễn viên nhạc kịch Laura Michelle Kelly cùng với 4 nghệ sĩ hỗ trợ, từng được đề cử Oscar cho phim tài liệu 20 Feet from Stardom.Phần trình diễn của  Barlow's được đón nhận nồng nhiệt, Và sau màn trình diễn thành công ở Boston, Finding Neverland đã mở màn ở sân khấu Broadway vào mùa xuân 2015.  Buổi biểu diễn bán hết tại  nhà hát, lọt và top bảng xếp hạng phòng vé  ăn khách lên đến 1 triệu đô.
Barlow cũng là đồng tác giả vở nhạc kịch cùng với anh bạn cùng quê Tim Firth, với tên gọiThe Girls (sau đó đổi tên vào năm 2017 là Calendar Girls The Musical), được khai diễn tại  nhà hát Phoenix, London vào tháng 1 năm 2017.

#### Let It Shine
Vào mùa hè  2016, Gary  tung ra show tìm kiếm tài năng của anh là LLet It Shine, tìm kiếm 5 chàng trai để diễn trong nhạc kịch quốc gia, sử dụng âm nhạc của Take That. Vở nhạc kịch sẽ đi tour toàn nước Anh với 8 show mỗi tuần. Let It Shine được công chiếu trên kênh BBC One vào ngày 7 tháng 1 năm 2017 và live show đâu tiên công chiếu vào ngày 11 tháng 2 năm 2017.

#### The Crooner Sessions
Trong  dịch bệnh Covid vào năm 2020, Barlow nhận được sự công nhận của quốc tế nhờ series  "The Crooner Sessions" , trong đó anh đã trình diễn các bài hát online cùng với các nghệ sĩ khác. Mặc dù mục đích ban đầu chỉ là giải trí với fan trong những ngày phong tỏa, nhưng các video của Barlow, bắt đầu trên  Instagram trước, sau đó được up lên kênh YouTube Channel, trên bảng tin của Facebook và Twitter đây là 1 sự kiện được dự kiến sẽ rất hot đối với nhiều người yêu âm nhạc trên toàn thế giới. Miêu tả nguồn cảm hứng của anh đối với series, Barlow giải thích "Chúng tôi  không thể diễn trên sân khấu hoặc nhà hát, thì có lẽ đây là sân khấu mới của chúng tôi". Vào ngày 5 tháng 1 năm 2021, Barlow thông báo trên các tài khoản mạng xã hội Crooner Sessions sẽ quay trở lại với series thứ 2 thông qua lệnh phong tỏa tại Anh vào năm 2021. Tập đầu tiên của series làm mới lại được phát hành vào ngày 11 tháng 1 năm 2021.

## Vinh danh
Sau hơn 20 năm ở trong làng giải trí, Barlow đã đạt được thành công mang tính hiện tượng trên toàn thế giới; cùng với những nổ lực trong công tác thiện nguyện, năm 2012,  anh đã được vinh danh tại lễ Vinh danh dịp sinh nhật của Nữ  Hoàng. Anh nhận được huy chương OBE của đế quốc Anh, với quân hàm là Sĩ quan bởi nữ hoàng  Elizabeth II vào ngày 16 tháng 6 năm 20 vì những đóng góp cho ngành công nghiệp giải trí và công tác thiện nguyện Charity". Trong một tuyên bố, Barlow cho biết: "Tôi rất là xúc động và cảm thấy đây là đặc ân, vì trong rất nhiều người xuất sắc, tôi đã nhận được OBE." Anh tiếp tục phát biểu "Từng giây phút mỗi tác phẩm mà tôi tạo ra, tôi cảm thấy có phần thưởng ở trong mỗi tác phẩm,vì thế khi tôi nhận được sự công nhận đó là điều hết sức tuyệt vời. Gia đình tôi rất tự hào vì điều này." Vào tháng 7 năm 2012, Barlow được thông báo nhận được giải thưởng  Music Industry Trusts Award mà anh  được giới thiệu vào tháng 11 năm 2012 như sự công nhận về những cống hiến của anh đối với nền công nghiệp âm nhạc Anh Quốc và công tác thiện nguyện. David Munns, chủ tịch của ủy ban giải thưởng, nói về Barlow: "Anh ấy là một trong những nghệ sĩ hoàn hảo nhất nước Anh – một nhạc sĩ, nhà soạn nhạc và một nhà sản xuất duy nhất mà tiêu biểu cho sự thành công và sự ưu tú, người đã phục vụ như là 1 đại sứ tận tâm của các hoạt động từ thiện."

## Đời sống cá nhân

### Gia đình
Năm 2000, Barlow kết hôn với  Dawn Andrews, 1 vũ công của Take That trong  tour  Nobody Else Tour 1995. Họ có 3 đứa con: Daniel (sinh năm 2000), Emily (sinh năm2002), và Daisy (sinh năm 2009). Vào ngày 4 tháng 8 2012, anh tiết lộ rằng con gái anh, Poppy, đã bị chết non. Anh đã phát đi đoạn thông báo, "Dawn và tôi rất đau buồn khi thông báo chúng tôi đã mất đứa con. Việc chúng tôi cần tập trung bây giờ là tổ chức cho Poppy một lễ tang tươi đẹp và yêu thương 3 đứa con của chúng tôi bằng cả tấm lòng.   Trong giờ phút đau buồn này, chúng tôi yêu cầu sự riêng tư." Mặc dù mới mất con gái 1 tuần trước, Barlow đã biểu diễn tại lễ bế mạc Thế vận hội London 2012, hát bài hit "Rule the World",  hành động này được giới truyền thông quốc tế ca ngợi về sự mạnh mẽ và quyết đoán của Barlow khi sớm trở lại sân khấu sau bi kịch. Vì việc mất con gái, Barlow được thông báo sẽ không tham dự buổi họp báo của  X Factor.

### Chính trị
Trong chiến dịch của cuộc tổng bầu cử toàn nước Anh năm 2010,  Đảng bảo thủ thông bố ý định của họ khuyến khích thành tựu âm nhạc đối với người trẻ trong các trường học với cuộc thi mang tên  "School Stars". Barlow đã xuất hiện ở 1 trường học để tổ chức 1 sự kiện của chiến dịch để quảng bá giới thiệu chương trình của nhà lãnh đạo của Đảng bảo thủ lúc đó là  David Cameron. Barlow cũng hát "Greatest Day" ở sự kiện. Khi được hỏi liệu anh có ủng hộ đang bảo thủ khôgn, Barlow trả lời: "Tôi sẽ không ở đây nếu tôi không ủng hộ."

### Tranh cãi về trốn thuế
Vào tháng 7 năm 2012, nguồn tin được tiết lộ cùng với các bạn cùng ban nhạc của mình, Take That Howard Donald và  Mark Owen (và hơn 1,100 người khác), Barlow đã lên kế hoạch trốn thuế đến  26 triệu bản và đầu tư vào nền công nghiệp âm nhạc.  Barlow đã xin lỗi về việc tránh thuế hơn là trốn thuế, khi âm mưu trốn thuế là bất hợp pháp nên Barlow đã dùng số tiền đó để đầu tư. Luật sư của đã trở lời về cáo buộc, "Các loại thuế đáng kể đã trả và  họ tin rằng đó không phải mục đích để trốn thuế mà là các kinh doanh thương mại chính đáng". Vào tháng 5 năm 2014, một thẩm phán đã cho hay đó là âm mưu trốn thuế, bằng việc tạo ra khoản lỗ phát sinh là 336 triệu bản để cho phép Barlow và những người khác  bù đắp những khoản lỗ đó để tránh thuế,  họ có nghĩa vụ phải trả từ những nguồn kiếm được. Vào tháng 6 năm 2016 Barlow (cùng Donald,  Owen và quản lý của họ là Jonathon Wild) tuyên bố  là họ sẽ không yêu cầu với những người cầm quyền là họ có trách nhiệm trả lại tiền thuế. Barlow đã xin lỗi trên Twitter "đến những ai đã bị xúc phạm về câu chuyện về thuế".

## Danh sách đĩa hát

### Album solo
- Open Road (1997)
- Twelve Months, Eleven Days (1999)
- Sing (2012)
- Since I Saw You Last (2013)
- Music Played by Humans (2020)

### Album với Take That
- Take That & Party (1992)
- Everything Changes (1993)
- Nobody Else (1995)
- Beautiful World (2006)
- The Circus (2008)
- Progress (2010)
- Progressed (2011)
- III (2014)
- Wonderland (2017)
- Odyssey (2018)

## Các tour lưu diễn

### Solo
- The Open Road Tour (1998–1999)
- For the Fans Tour (1999)
- GB40 (2011)
- Gary Barlow: in Concert (2011) (2011–2013)
- Since I Saw You Last Tour (2014)
- Gary Barlow: in Concert (2018) (2018)
- All the Hits Live 2021 (2021)

### Take That
- Party Tour (1992–93)
- Everything Changes Tour (1993–94)
- Pops Tour (1994–95)
- Nobody Else Tour (1995)
- The Ultimate Tour (2006)
- Beautiful World Tour 2007 (2007)
- Take That Present: The Circus Live (2009)
- Progress Live (2011)
- Take That Live (2015)
- Wonderland Live (2017)
- Greatest Hits Live  (2019)

## Các bài hát do Barlow sáng tác

### Giải thưởng và đề cử
| Năm  | Đề cử / Tác phẩm     | Giải thưởng                                                                                                 | Kết quả   |
| ---- | -------------------- | --- | --------- |
| 2014 | Since I Saw You Last | Celebritain UK hạng mục Album của năm                                                                       | Đề cử     |
| 2014 | Let Me Go            | Celebritain UK dành cho Single xuất nhắc                                                                    | Đề cử     |
| 2013 | Let Me Go            | Heart dành cho Single xuất sắc nhất năm 2013                                                                | Đoạt giải |
| 2013 | Gary Barlow Live     | Nordoff-Robbins Award phần trình diễn live xuất sắc nhất 2013                                               | Đề cử     |
| 2012 | Gary Barlow          | GQ Award dành cho thành tựu nổi bật                                                                         | Đoạt giải |
| 2012 | Gary Barlow          | Music Industry Trusts Award vinh danh Barlow vì những đóng góp cho nền công nghiệp âm nhạc trong 2 thập kỷ. | Đoạt giải |
| 2012 | Gary Barlow          | National Reality Television Award dành cho giám khảo truyền hình thực tế xuất sắc nhất                      | Đề cử     |
| 2012 | Gary Barlow          | OBE vì sự cống hiến đối với ngành công nghiệp âm nhạc và hoạt động từ thiện.                                | Đoạt giải |
| 2012 | Take That            | Ivor Novello Award dành cho đóng góp nổi bật cho âm nhạc Anh                                                | Đoạt giải |
| 2012 | The Flood            | Ivor Novello Award dành tác phẩm biểu diễn PRS                                                              | Đề cử     |
| 2012 | Gary Barlow          | National Television Award dành cho đóng góp từ thiện nổi bật                                                | Đoạt giải |
| 2012 | X Factor             | National Television Award dành cho show tìm kiếm tài năng xuất sắc nhất                                     | Đoạt giải |
| 2011 | Gary Barlow          | Q Award dành cho nhà soạn nhạc kinh điển                                                                    | Đoạt giải |
| 2011 | Shame                | Q Award dành cho sự kết hợp xuất sắc                                                                        | Đoạt giải |
| 2011 | Shame                | Virgin Media for Music Video                                                                                | Đề cử     |
| 2011 | Shame                | Virgin Media dành cho màn kết hợp xuất sắc nhất                                                             | Đề cử     |
| 2010 | Gary Barlow          | Huy chương vàng Blue Peter                                                                                  | Đoạt giải |
| 2008 | Shine                | Ivor Novello Award dành cho Bài hát trình diễn xuất sắc nhất                                                | Đoạt giải |
| 2007 | Gary Barlow          | GQ Awards dành cho Người đàn ông của năm                                                                    | Đoạt giải |
| 1998 | Gary Barlow          | Brit Award dành cho Nghệ sĩ Nam xuất sắc nhất                                                               | Đề cử     |
| 1998 | Open Road            | The London Awards dành cho Album xuất sắc nhất                                                              | Đề cử     |
| 1998 | Love Won't Wait      | Top of the Pops dành cho Single xuất sắc nhất                                                               | Đề cử     |
| 1997 | Forever Love         | FMQ Awards] dành Single xuất sắc nhất                                                                       | Đoạt giải |
| 1997 | Forever Love         | TMF Awards dành cho Single xuất sắc nhất                                                                    | Đề cử     |
| 1997 | Open Road            | GQ Awards dành cho Album xuất sắc nhất                                                                      | Đề cử     |
| 1997 | Forever Love         | Echo Awards dành cho Single xuất sắc nhất                                                                   | Đoạt giải |
| 1996 | Never Forget         | Ivor Novello Award                                                                                          | Đoạt giải |
| 1996 | Back for Good        | Tạp chí Billboard dành cho Hit của năm                                                                      | Đoạt giải |
| 1995 | Back for Good        | Ivor Novello Award dành cho bài hát của năm                                                                 | Đoạt giải |
| 1994 | Pray                 | Ivor Novello Award dành cho Bài hát đương đại xuất sắc nhất                                                 | Đoạt giải |
| 1993 | Gary Barlow          | Ivor Novello Award dành cho nhà soạn nhạc của năm 1993                                                      | Đoạt giải |

## Sách
- Gary Barlow: My Take. Bloomsbury UK 2006, ISBN 978-0-7475-8764-4.[110]
- Gary Barlow: My Take. Bloomsbury Press 2007, ISBN 978-0-7475-8806-1 (paperback edition, updated to include Take That's comeback).[110]
- Gary Barlow: A Better Me: The Official Autobiography. Blink Publishing 2018, ISBN 9781911600978.[111]